# Dračevo (Trebinje)
Pour les articles homonymes, voir Dračevo.
Dračevo (en serbe cyrillique : Драчево) est un village de Bosnie-Herzégovine. Il est situé sur le territoire de la ville de Trebinje et dans la république serbe de Bosnie. Selon les premiers résultats du recensement bosnien de 2013, il compte 31 habitants.

## Géographie
Le village est situé sur le poljé de Popovo, une plaine karstique longue de 35 km, à environ 30 km de Trebinje, sur les bords de la Trebišnjica, un cours d'eau qui débouche pour une part dans la mer Adriatique et se jette pour une autre part dans la Neretva.
Il est entouré par les localités suivantes :
|                  | Korlati          |            |
| Korlati Dubljani | Dračevo          | Drijenjani |
|                  | Grmljani Sedlari |            |

## Histoire
Dans le village, l'Église de la Nativité-de-la-Mère-de-Dieu, qui remonte au XIVe siècle ou au XVe siècle est inscrite sur la liste des monuments nationaux de Bosnie-Herzégovine ; dans le cimetière, 34 tombes anciennes sont elles aussi classées.

## Démographie

### Évolution historique de la population dans la localité
| 1948 | 1953 | 1961 | 1971 | 1981 | 1991 | 2013 |
| ---- | ---- | ---- | ---- | ---- | ---- | ---- |
| -    | -    | 217  | 166  | 132  | 68   | 31   |

|  |

### Répartition de la population par nationalités (1991)
En 1991, les 68 habitants du village étaient tous serbes.